# Contea di Lowndes (Alabama)
La contea di Lowndes, in inglese Lowndes County, è una contea dello Stato dell'Alabama, negli Stati Uniti. La popolazione al censimento del 2000 era di 13 473 abitanti. Il capoluogo di contea è Hayneville.

## Geografia fisica
La contea si trova nella parte centro-meridionale dell'Alabama. Lo United States Census Bureau certifica che l'estensione della contea è di 1 878 km², di cui 18 km² di acque interne.
La contea si trova interamente all'interno della sezione fisiografica della Pianura Costiera. La contea è caratterizzata da praterie e pianure punteggiate da foreste di pini e querce.
Nella conte si trovano alcuni siti delle marce da Selma a Montgomery.

### Contee confinanti
- Contea di Autauga - nord
- Contea di Montgomery - est
- Contea di Crenshaw - sud-est
- Contea di Butler - sud
- Contea di Wilcox - sud-ovest
- Contea di Dallas - ovest

### Laghi, fiumi e parchi
La contea comprende i seguenti laghi, fiumi e parchi:
Laghi
- Berry Lake
- Hammond Pond
- Russells Pond
- Container Corporation Lake
- Milligans Pond
- Browns Lake
- B C Rhyne Lake
- Ellis Pond

Fiumi
- Church Branch
- Rock Creek
- South Fork Mussel Creek
- Prairie Creek
- Valley Creek
- Jack Creek
- Tucker Branch
- Powell Creek
- Cherry Creek

Parchi
- Prairie Creek Public Land Use

## Principali strade ed autostrade
- Interstate 65
- U.S. Highway 31
- U.S. Highway 80
- State Route 21
- State Route 97

## Storia
La contea di Lowndes fu costituita il 20 gennaio 1830. Il nome le è stato dato in onore a William Lowndes, un membro del Congresso degli Stati Uniti d'America della Carolina del Sud.

## Società

### Evoluzione demografica
Abitanti censiti (migliaia)

## Comuni[9]
- Benton - town
- Fort Deposit - town
- Gordonville - town
- Hayneville (capoluogo) - town
- Lowndesboro - town
- Mosses - town
- White Hall - town